# Ilse Fischer (Mathematikerin)
Ilse Fischer (* 29. Juni 1975 in Klagenfurt) ist eine österreichische Professorin für Mathematik an der Fakultät für Mathematik der Universität Wien.
Ilse Fischer studierte an der Universität Wien, wo sie 1998 graduierte. 2000 promovierte sie bei Christian Krattenthaler. Von 1999 bis 2004 arbeitete Fischer als Universitätsassistentin an der Alpen-Adria-Universität Klagenfurt, 2001 forschte sie im Rahmen eines Stipendiums der Universität Klagenfurt am Massachusetts Institute of Technology. Seit 2004 ist sie wieder an ihrer Heimatuniversität in Wien, wo sie 2006 habilitierte. Ebenfalls 2006 erhielt Ilse Fischer den Dr.-Maria-Schaumayer-Preis. Im Jahr 2009 gewann sie den START-Preis des FWF. Für 2019 wurde ihr der David P. Robbins Prize der AMS zugesprochen. Ilse Fischer gehört der Arbeitsgruppe Kombinatorik an der Fakultät an. Sie beschäftigt sich unter anderem mit Abzählproblemen.